# Le relazioni pericolose (film 1959)
Le relazioni pericolose (Les liaisons dangereuses 1960) è un film del 1959 diretto da Roger Vadim.